# ويل روجرز

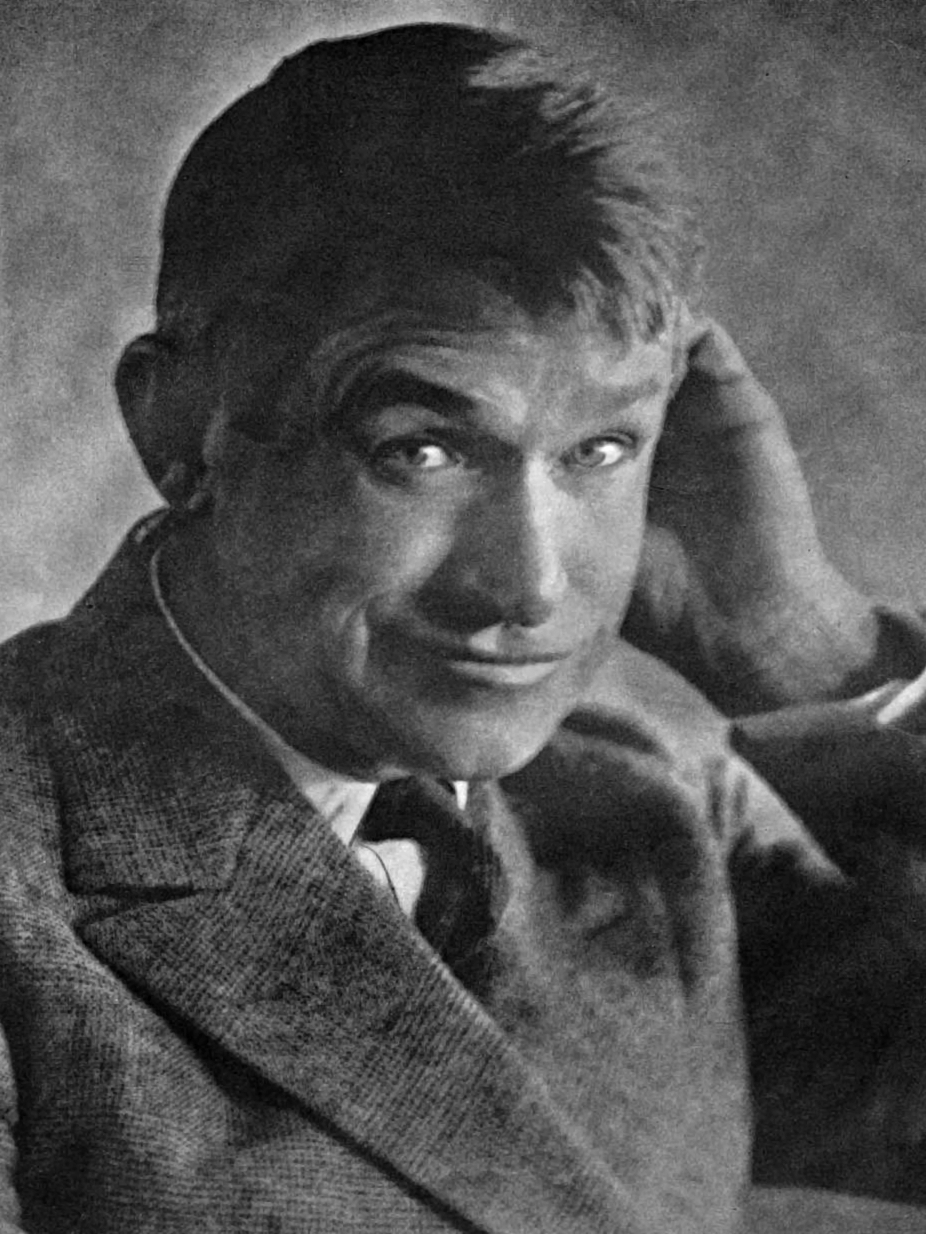
ويل روجرز

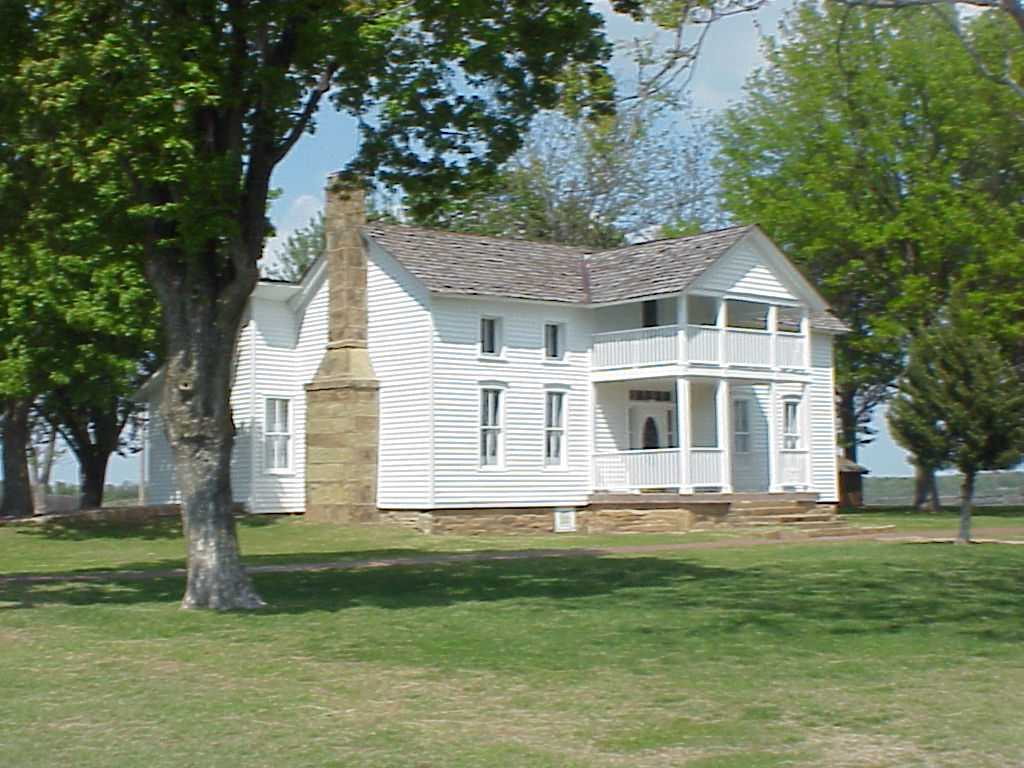
البيت الذي ولد فيه روجرز في مزرعة دوغ آيرون في أوكلاهوما

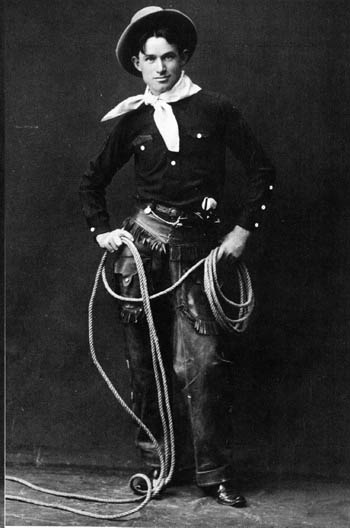
ويل روجرز في أواخر القرن التاسع عشر

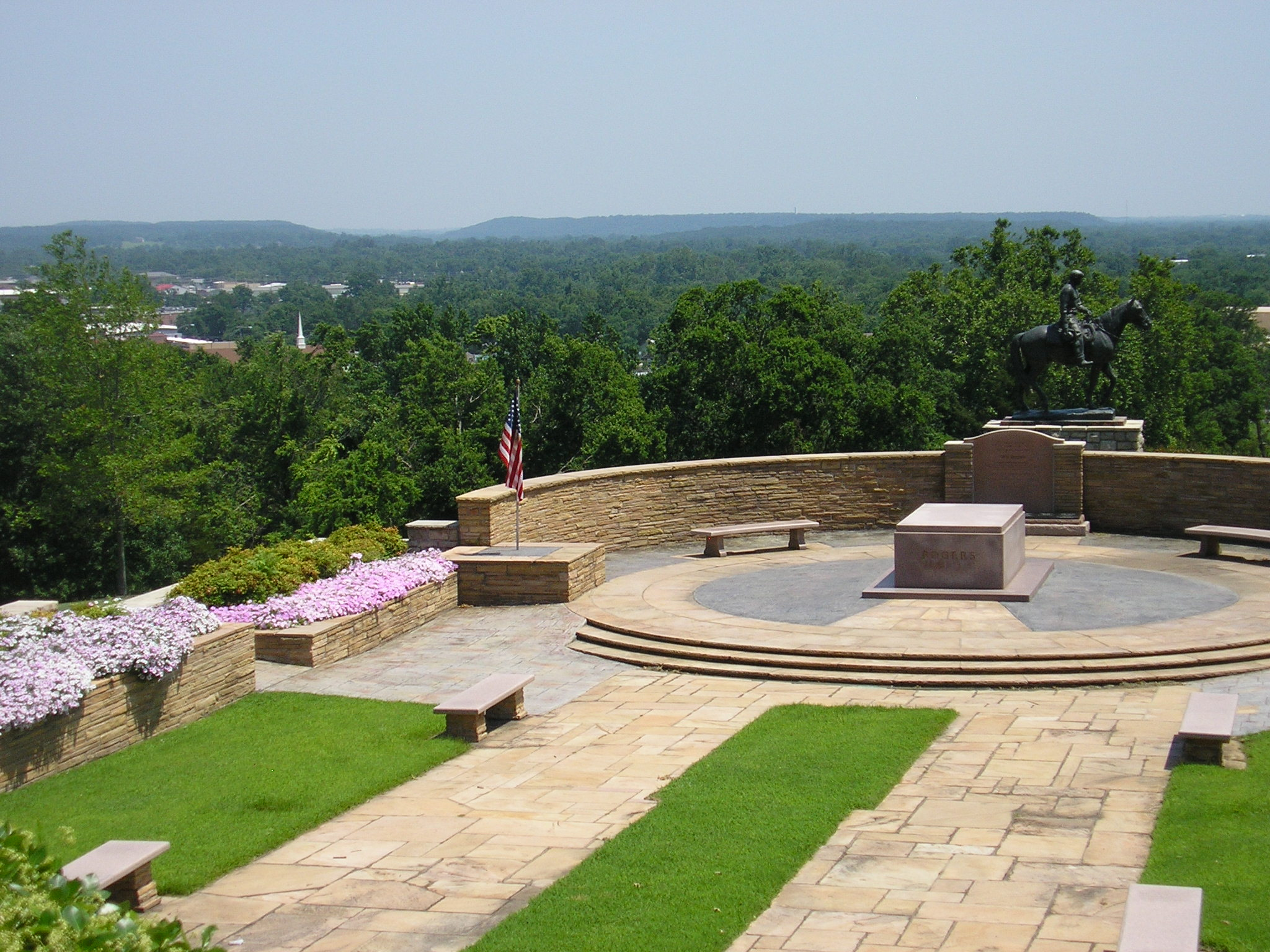
نصب روجرز في كليرمور، أوكلاهوما

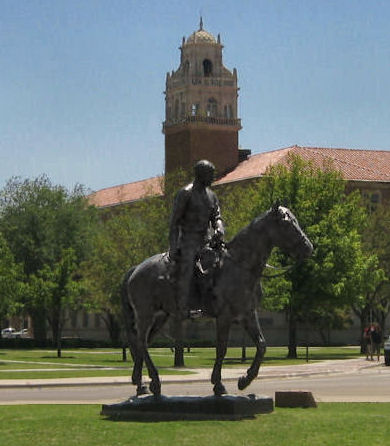
ثمثال روجرز أمام جامعة تكساس التقنية

ويل روجرز (بالإنجليزية: Will Rogers) (1879 – 1935) واسمه بالكامل وليام بين أدير روجرز هو ممثل كوميدي أمريكي اشتهر بتعليقاته وأسلوب لف الحبل على طريقة الغرب الأمريكي.
ولد روجرز في 4 نوفمبر 1879 في أولاغاه في مقاطعة هندية قرب أوكلاهوما، تعلم لف الحبل في مزرعة مواشي أبيه وشارك في مسابقات لف الحبل وإلقائه في عروض الغرب المتوحش والفودفيل وكان أول ظهور له في نيويورك عام 1905 في مسرحية مرح منتصف الليل لفلورنز زيغفيلد فادخل التعليقات السياسية الضاحكة إلى عروضه التي تطورت إلى عمود بإحدى الصحف بشكل أسبوعي من عام 1922 وبشكل يومي من عام 1926 حيث تميز بطيبته وفكاهته وتعليقاته الحادة.

## نشأته
وُلد روجرز في مزرعة والديه في شيروكي نيشن في الإقليم الهندي، بالقرب من أولوغا في أوكلاهوما. بُني المنزل الذي وُلد فيه عام 1875 وعُرف باسم البيت الأبيض على نهر فيرديغريس. والده كليمنت فان روجرز (1839–1911) ووالدته ماري أمريكا شريمشير (1838–1890) من أصول عرقية مختلفة وينتميان لقبيلة شيروكي. انتمى روجرز لقبيلة شيروكي بربع جيناته وتنسب باقي جيناته للأمريكيين الأوروبيين. قال روجرز إنَّ أسلافه لم يأتوا على سفينة ماي فلاور بل بالقوارب. توفيت والدته عندما كان ويل في الحادية عشرة من عمره. تزوج والده بعد أقل من عامين من وفاتها.
روجرز هو أصغر ثمانية أطفال. سُمّي نسبة لقائد قبيلة الشيروكي وليام بن أدير. عاش ثلاثة فقط من أشقائه حتى سن البلوغ وهم سالي كليمنتين وماود إيثيل وماي (ماري).
كان والده قائدًا في قبيلة شيروكي. وكان محامٍ وقاضٍ ومن قدامى المحاربين الكونفدراليين. شغل منصب مندوب في المؤتمر الدستوري في أوكلاهوما. سُميت مقاطعة روجرز في أوكلاهوما نسبةً له تكريمًا لذكراه. خدم عدة فترات في مجلس شيوخ قبيلة الشيروكي. حقق كليمنت روجرز نجاح مالي من خلال عمله في المزرعة واستغل نفوذه للمساعدة في تخفيف الآثار السلبية لثقافة البيض على شعبه.

## حياته المهنية
بدأ روجرز مسيرته المهنية في عروض الحبال في سيرك تكساس الغربي في جنوب إفريقيا:
«كان لدى تكساس جاك مجموعة صغيرة من الغرب زارت المخيمات وأدت عروض كبيرة. قمت ببعض ألعاب الحبال وركوب الخيل، وكان جاك أحد أذكى العارضين الذين عرفتهم على الإطلاق واهتم بي كثيرًا. هو الذي أعطاني فكرة العرض المسرحي مع الفرس. لقد تعلمت الكثير عن فنون العرض منه. كان بإمكانه القيام بعرض حبل ولا يستطيع الرجل العادي الفرار معه، كنت أدرس عروضه دائما وتعلمت منه سر أداء عرض عظيم من خلال معرفة متى يجب التوقف. إنه الشخص الذي يعرف أنّ يتوقف عندما يريد الجمهور المزيد منه.»
استقال روجرز من السيرك وذهب إلى أستراليا للمضي قدمًا. أعطاه سيرك تكساس جاك رسالة موجهة لسيرك الإخوة ويرث هناك، واستمر روجرز في أداء العاب الحبل فوق ظهر فرس صغير. عاد إلى الولايات المتحدة الأمريكية في عام 1904 وظهر في معرض سانت لويس العالمي، وبدأ في عرض ألعاب فودفيل بالحبل.

## حياته الشخصية
تزوج روجرز في عام 1908 من بيتي بليك (1879-1944) وأنجب الزوجان أربعة أطفال هم: ويل روجرز الابن، وماري أميليا، وجيمس بليك، وفريد ستون. كان ويل جونيور بطلًا في الحرب العالمية الثانية، وأدى شخصية والده في فيلمين، وانتُخب لعضوية الكونغرس. أصبحت ماري ممثلة في مسرح برودواي، وأصبح جيم صحفيًا وصاحب مزرعة. مات فريد جراء إصابته بمرض الخناق في سن الثانية. عاشت الأسرة في نيويورك لكنهم اعتادوا قضاء الصيف في أوكلاهوما. اشترى روجرز في عام 1911 مزرعة بمساحة 20 فدانًا (8.1 هكتار) بالقرب من كليرمور في أوكلاهوما، والتي نوى استخدامها كمنزل عند تقاعده. دفع 500 دولار أمريكي لكل فدان ما يعادل 13,720 دولارًا اليوم.
سافر روجرز بين عامي 1925 و1928 على طول وعرض الولايات المتحدة الأمريكية في جولة إلقاء محاضرات. (بدأ محاضراته بالإشارة إلى أنَّ الشخص الفكاهي يسلي الناس والمحاضر يزعجهم.) أصبح خلال هذا الوقت أول مدني يطير من الساحل إلى الساحل مع الطيارين الذين يوصلون البريد في رحلات البريد الجوي. أطلق عليه نادي الصحافة الوطني لقب السفير الجوال للولايات المتحدة الأمريكية. زار مدينة مكسيكو مع تشارلز لندبرغ كضيف لدى السفير الأمريكي دوايت مورو. ألقى روجرز العديد من الخطب بعد العشاء، وأصبح متحدثًا شعبيًا في المؤتمرات، وذكر عشرات المناقب لضحايا الفيضانات أو الجفاف أو الزلازل.
سافر روجرز إلى آسيا في عام 1931، وإلى أمريكا الوسطى والجنوبية في العام التالي. سافر في عام 1934 بجولة حول العالم وعاد ليلعب دور البطولة في مسرحية المخرج أوجين أونيل التي حملت عنوان آه بيابان. وافق مبدئيًا على أن يقترض من شركة فوكس إلى مترو غولدوين ماير ليؤدي دور البطولة في نسخة الفيلم من المسرحية عام 1935. ولكن رفض أداء الدور بسبب قلقه من رد فعل المعجبين على حديث حقائق الحياة بين شخصيته وشخصية ابنه الأخير. خطط مع ويلي بوست للسفر إلى ألاسكا في ذلك الصيف.

## السياسة
كان روجرز رجلًا ديموقراطيًا، لكنه عُرف تاريخيًا بأنه غير سياسي. دعم الجمهوري كالفين كوليدج وكذلك الديمقراطي فرانكلين روزفلت الذي كان السياسي والرئيس المفضل بالنسبة له. وعلى الرغم من أنه دعم صفقة روزفلت الجديدة إلا أنه كان يمزح حولها:
«سيدي إننا ننفق الأموال على حكومة ليست أفضل من الحكومة التي وجدت قبل عشرين سنة مقابل ثلث المال.»
خدم روجرز كسفير للنوايا الحسنة في المكسيك، وكان عمدة بيفرلي هيلز لفترة قصيرة. أطلق روجرز النكات حول السياسيين الذين لا يفعلون شيئًا مثله. بدأ جولة جمع تبرعات للصليب الأحمر خلال الكساد العظيم بسبب غضبه من عدم قدرة واشنطن على إطعام الناس.

### الحملة الرئاسية عام 1928
اعتقد روجرز أنَّ كل الحملات كانت عبارة عن هراء. وبدأ حملة وهمية للرئاسة في عام 1928 لإثبات هذه النظرية. كانت وسيلته الوحيدة هي صفحات مجلة الحياة الفكاهية الاسبوعية. بدأ روجرز حملته بصفته مرشح الحزب المناهض للهراء. وعد في حملته الانتخابية أنه سيستقيل إذا نجح في الانتخابات. رسم روجرز رسوم كاريكاتورية في كل اسبوع عن الحملات السياسية. أعلن في يوم الانتخابات نصره واستقال.

## فلسفته وأسلوبه
اكتسب روجرز جمهورًا وطنيا بأدائه مهن التمثيل والأدب من 1915 إلى 1935 بعد أن عُرف بالفيلسوف الفكاهي في عروضه. عبّر روجرز في هذه السنوات عن آراءه كرجل عادي في أمريكا. قلل من شأن الشهادات الأكاديمية قائلا إن «الجميع جاهلون لكن في أمور مختلفة». وقد أعجب الأمريكيون من جميع الأطياف بفلسفته الفردية وتقديره لأفكار الديمقراطية وفلسفته الليبرالية في معظم القضايا. مدح روجرز العمل الشاق من أجل النجاح، وأكدت هذه العبارات نظريات تحقيق النجاح الفردي. يعتبر روجرز رمز الرجل العصامي والرجل العادي الذي آمن بأمريكا وتقدمها وآمن في الحلم الأمريكي. لم يسئ بمزاحه أبدًا حتى للأشخاص الذين قصدهم برسومه.
ازدهرت الولايات المتحدة في عشرينيات القرن العشرين بطرق مختلفة (مما أدى إلى تسميتها بالعشرينات الهادرة)، لكنها عانت أيضًا من التغيرات السريعة والتوترات الاجتماعية. خاب أمل بعض الناس وعزلوا أنفسهم عن العالم الخارجي. اعتقد العديد من عامة الناس أن الحرب العالمية الأولى سببت مذبحة كبيرة غير منطقية، ودعموا انعزال الولايات المتحدة. قال الباحث بيتر رولينز في عام 1976: بدا روجرز كمرساة للاستقرار. ذكّرت حياته المنزلية التقليدية وقوانينه الأخلاقية التقليدية الناس بالماضي القريب. وقد عبر في عمود صحيفته الذي استمر في كتابته منذ عام 1922 وحتى 1935 عن أخلاقه التقليدية واعتقاده بأنَّ المشاكل السياسية لم تكن خطيرة كما بدت. بدأ روجرز بتجسيد أدوار رعاة البقر البسطاء في أفلامه. تطورت شخصياته لاستكشاف معنى البراءة في الحياة العادية. عرض روجرز في أفلامه الأخيرة مجتمعًا منقسمًا إلى طبقات مختلفة بسبب الضغوط الاقتصادية.

## روابط خارجية
- ويل روجرز على موقع IMDb (الإنجليزية)
- ويل روجرز على موقع الموسوعة البريطانية (الإنجليزية)
- ويل روجرز على موقع ألو سيني (الفرنسية)
- ويل روجرز على موقع ميوزك برينز (الإنجليزية)
- ويل روجرز على موقع أول موفي (الإنجليزية)
- ويل روجرز على موقع قاعدة بيانات برودواي على الإنترنت (الإنجليزية)
- ويل روجرز على موقع قاعدة بيانات برودواي على الإنترنت (الإنجليزية)
- ويل روجرز على موقع قاعدة بيانات الأفلام السويدية (السويدية)
- ويل روجرز على موقع إن إن دي بي (الإنجليزية)
- ويل روجرز على موقع ديسكوغز (الإنجليزية)